# Bafia
Bafia är en ort i Kamerun.   Den ligger i regionen Centrumregionen, i den centrala delen av landet, 100 km norr om huvudstaden Yaoundé. Bafia ligger 480 meter över havet och antalet invånare är 69 270.
Terrängen runt Bafia är platt åt sydost, men åt nordväst är den kuperad. Terrängen runt Bafia sluttar österut. Trakten runt Bafia är glesbefolkad, med 12 invånare per kvadratkilometer. Bafia är det största samhället i trakten. Trakten runt Bafia är en mosaik av jordbruksmark och naturlig växtlighet.